# Ib Schønberg
Ib Schønberg, né Ib Christian Albert von Cotta Schønberg le 23 octobre 1902 à Copenhague et mort dans la même ville le 24 septembre 1955, est un acteur danois, l'un des acteurs majeurs du cinéma danois du XXe siècle.

## Biographie
Fils d'un chimiste, Ib Schønberg devint très tôt un acteur : il fit ses débuts en 1920 et fit pendant dix ans du théâtre.
Ib Schønberg fit ses débuts au cinéma en 1922 dans La Sorcellerie à travers les âges de Benjamin Christensen. Durant les années 1930, il était considéré comme faisant partie des acteurs comiques et occupait souvent le rôle principal dans les duos comiques avant de devenir un acteur dramatique à partir de la Seconde Guerre mondiale. À partir de là, il fut considéré comme étant l'un des plus importants acteurs danois, alternant rôles comiques et dramatiques.
Ib Schønberg était connu pour sa faculté à jouer le colosse aux pieds d'argile dans des personnages qui paraissaient solides (sympathiques ou non) avant de s'écrouler à la fin du film.
En 1949, Ib Schønberg apparut dans tous les films danois qui furent tournés cette années-là : il avait coutume de dire que si dix films danois étaient réalisés, il serait dans les onze films.
Ib Schønberg mourut en 1955 des conséquences d'une pneumonie.

## Filmographie partielle
- 1922 : La Sorcellerie à travers les âges
- 1933 : De blaa drenge de George Schnéevoigt
- 1942 : Princesse des faubourgs (Afsporet) de Bodil Ipsen et Lau Lauritzen Jr. :
- 1947 : Ta', hvad du vil ha' de Ole Palsbo :
- 1948 : Hvor er far?
- 1951 : Fra den gamle købmandsgård de Svend Methling (da) et Annelise Reenberg

## Distinctions
Il reçut le Bodil du meilleur second rôle en 1948 et en 1951.

## Source de la traduction
- (en) Cet article est partiellement ou en totalité issu de l’article de Wikipédia en anglais intitulé « Ib Schønberg » (voir la liste des auteurs).